# Mantoida argentinae
Mantoida argentinae es una especie de mantis de la familia Mantoididae.

## Distribución geográfica
Se encuentra en Argentina.